# Els Castells (Valls d'Aguilar)
Els Castells es una localidad perteneciente al municipio de Valls d'Aguilar en el Alto Urgel, provincia de Lérida, Cataluña, España. Cuenta con solo 1 habitante censado (año 2005). Está situado en el extremo sudoccidental del término municipal, a 1530 metros de altitud, en el inicio de la carretera local LV-5134, que comunica el pueblo con Noves de Segre a través de Tahús y Guardia de Arés. Una pista forestal lo enlaza con Gerri de la Sal, en el Bajo Pallars.
Tiene una ermita dedicada a la Madre de Dios de la Guía. 
Perteneció al término municipal de Tahús hasta 1972. Antiguamente pertenecía al vizcondado de Castellbó. El pueblo está documentado desde 1094.
- Datos: Q4896142